# Anza-Borrego Desert State Park

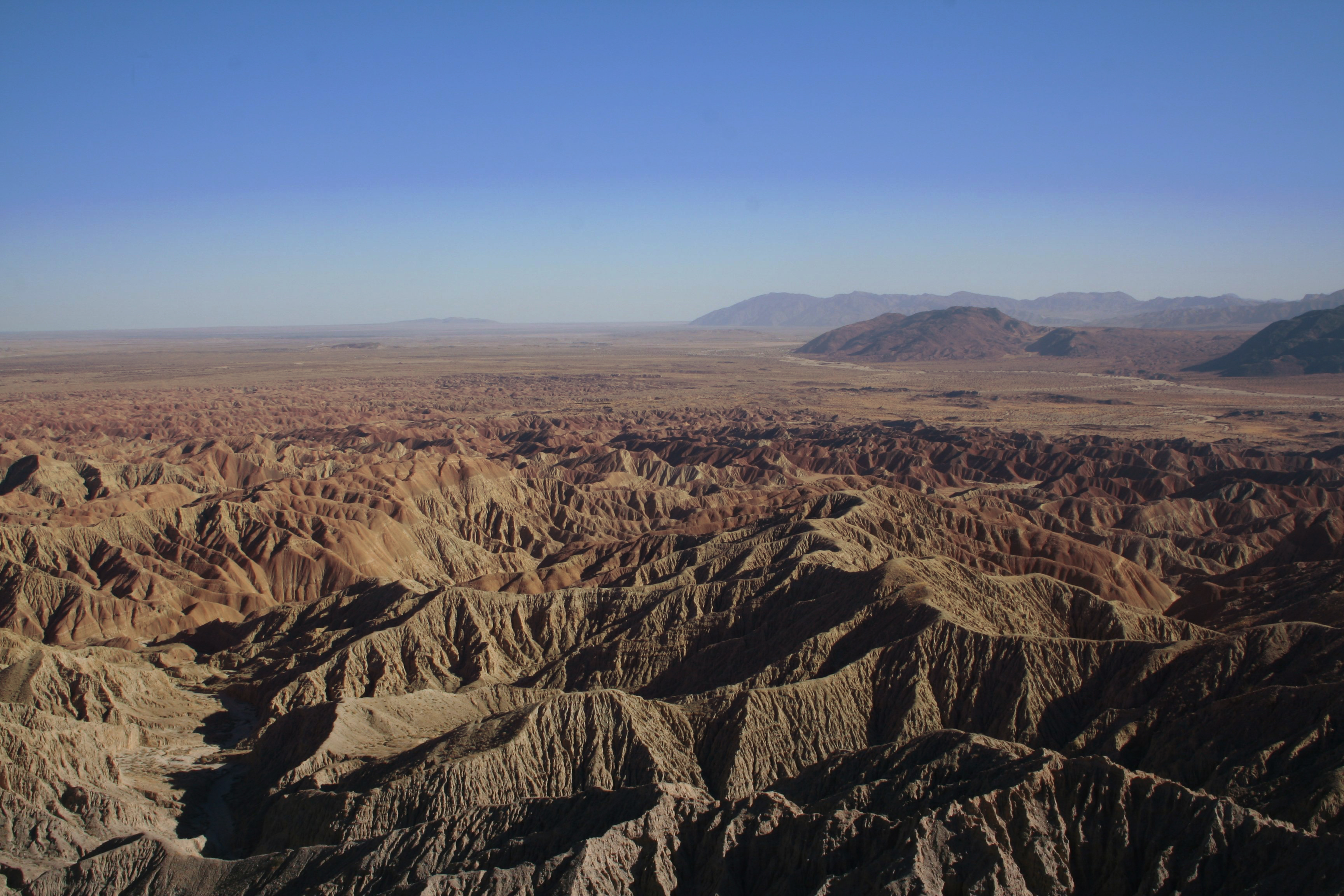
Uitzicht over de Coloradowoestijn in het Anza-Borrego Desert State Park vanaf Font's Point.

Het Anza-Borrego Desert State Park is een staatspark in de Coloradowoestijn in het zuiden van de Amerikaanse staat Californië. Met z'n 237.120 hectare is Anza-Borrego, in 1933 opgericht, het grootste staatspark van Californië. Het ligt in het oosten van San Diego County en reikt tot in Imperial en Riverside County.
In het park zijn zo'n 800 kilometer aan dirt roads, twaalf wildernisgebieden en zo'n 180 kilometer aan wandelpaden. Het Pacific Crest Trail loopt door het Anzo-Borrego-park. Er is een bezoekerscentrum in Borrego Springs.

## Ecologie
Het staatspark ligt in de ecoregio's van de Coloradowoestijn en de Sonorawoestijn. De Peninsular Ranges, die door de hoger gelegen noordelijke en oostelijke delen van het park lopen, behoren tot de California montane chaparral and woodlands-ecoregio. Het park grenst aan Santa Rosa and San Jacinto Mountains National Monument. Die twee natuurgebieden vormen samen met het Death Valley National Park en het Joshua Tree National Park het Mojave and Colorado Deserts Biosphere Reserve.
Er zijn puinwaaiers of bajadas, droge stroombeddingen of arroyos, bronnen en oases, rotsformaties, kleurrijke badlands, droge woestijnlandschappen en steile bergen.
In het park vindt het woestijndikhoornschaap haar specifieke habitats.